# Archiv für Papyrusforschung
Archiv für Papyrusforschung und verwandte Gebiete (abreviado AfP, ArchPap), es una revista alemana de historia antigua dedicada a la papirología. Fundada en 1901 por Ulrich Wilcken, es la primera revista de esta disciplina. Su aparición fue bastante irregular en su primera época, sobre todo debido a las dos Guerras Mundiales, y únicamente se han publicado catorce números, entre la fecha de su fundación y 1941, ninguno más hasta 1952.
Primeramente fue editada por ediciones Teubner. Durante la división de Alemania la casa editorial se escindió en dos, quedando la revista ligada a la rama de Stuttgart. Desde 1999 la edita la Editorial Gruyter.
Los redactores actuales son : Jean-Luc Fournet, Bärbel Kramer, Wolfgang Luppe, Herwig Maehler, Brian McGing, Günter Poethke, Fabian Reiter y Sebastian Richter. Contiene textos en alemán, inglés, francés e italiano. La revista se publica en cooperación con los Staatliche Museen zu Berlin.